# Jedutún

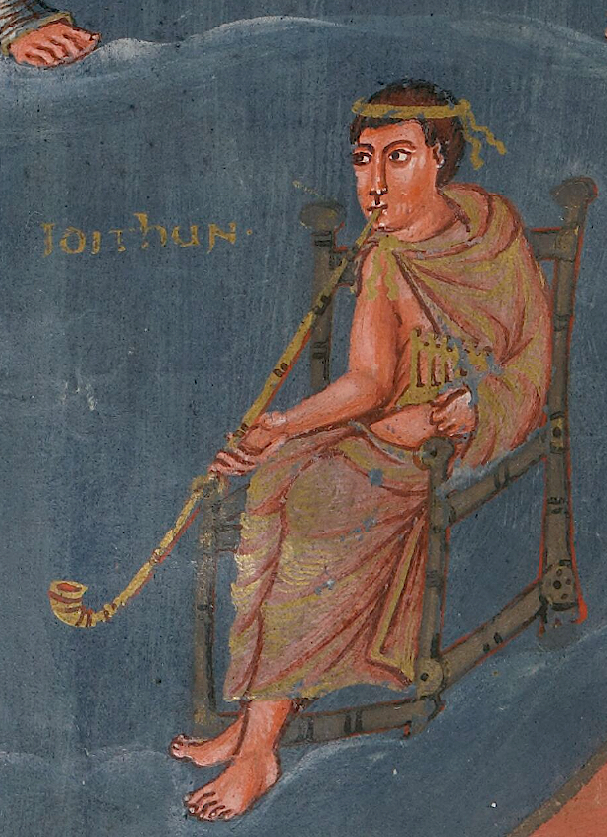
Alrededor del año 845 d. C., Francia. Jedutún fue representado tocando este instrumento, con forma de trompeta ibérica, pero posiblemente una flauta de caña. De la Biblia de Vivian.

Jedutún - alabar; elogiar - el nombre de dos hombres en la Biblia.
- Un levita de la familia de Merari, y uno de los tres maestros de música nombrados por David. (1 Cr. 16:41, 42; 25:1-6) Su función consistía generalmente en presidir la música del servicio del templo. El nombre de Jedutún figura al principio de los Salmos 39, 62 y 77, lo que indica probablemente que debían ser cantados por su coro. Jedutún y Heman eran responsables de hacer sonar las trompetas y los címbalos y de tocar los demás instrumentos para el canto sagrado. (1 Crónicas 16:42). En el Tanaj, «Jedutún», también «Jeduthún», es un levita de la familia de los meraritas, maestro de canto de David y antepasado del gremio del templo de los hijos de Jedutún después del exilio. En su cargo de músico, también se le conoce como profeta.[1] Sus descendientes fueron porteros y/o cantantes. A Jedutún se le atribuyen tres Salmos a través de los Libro de los Salmos. Se asume una equiparación de Jedutún con Etán.
- Un levita cuyo hijo o descendiente Obed-Edom era portero en la época en que David llevó el Arca de la Alianza a Jerusalén (1 Crónicas 16:1).[2]

## Nombre
Jedutun, en hebreo יְדוּתוּן; jədūṯūn, יְדֻתוּן jəduṯūn, יְדִיתוּן jədîṯūn, probablemente se remonta a la raíz ידה jdh, «alabar, elogiar», «confesar» con la terminación «-ūn» derivada de -ōn.  Ya sea un nombre o la denominación de una melodía no puede aclararse.
La Septuaginta reproduce su nombre con Ιδουθων, Ιδειθων, Ιδιθουν y otros. La Vulgata escribe sistemáticamente Idithun.